# Мануель Тельо Масіас
Мануель Тельо Масіас (15 березня 1935, Женева, Швейцарія — 23 березня 2010, Мехіко, Мексика), мексиканський державний і політичний діяч, дипломат.

## Біографія
Народився 15 березня 1935 року в місті Женева Швейцарія. Батько Мануель Тельо Боррода міністр закордонних справ Мексики в 1950-х рр. Навчався в Джорджтаунському університеті, факультет міжнародних відносин. Навчався в Інституті міжнародних досліджень Женевського університету.
До 1976 — працював генеральним директором департаменту Міжнародних організацій.
З 1976 по 1979 — Надзвичайний і Повноважний Посол Мексики в Лондоні  (Велика Британія).
З 1982 по 1988 — постійний представник Мексики при міжнародних організаціях ООН в Женеві.
З 1989 по 1992 — Надзвичайний і Повноважний Посол Мексики у Парижі (Франція).
З 1993 по 1994 — постійний представник Мексики при ООН.
З 1994 по 1995 — міністр закордонних справ Мексики.
З 1995 по 2001 — постійний представник Мексики при ООН.
З 2002 — очолив Інститут дипломатичних досліджень ім. Матіаса Ромеро.